# Pinacosaurus
Pinacosaurus ("prkenný ještěr") byl rod středně velkých ankylosaurních dinosaurů, který žil od konce santonu do pozdního kampánu v období svrchní křídy (zhruba před 86 až 72 miliony let) na území dnešní Číny a Mongolska (souvrství Bayan Mandahu). Dnes jsou známé dva druhy tohoto rodu. Byly objeveny také fosilie mláďat, které zřejmě zahynuly společně během katastrofické písečné bouře.

## Popis
Pinakosaurus měl u každé nosní dírky dalších 2 až 5 lebečních otvorů, jejichž funkce nebyla dosud uspokojivě vysvětlena.

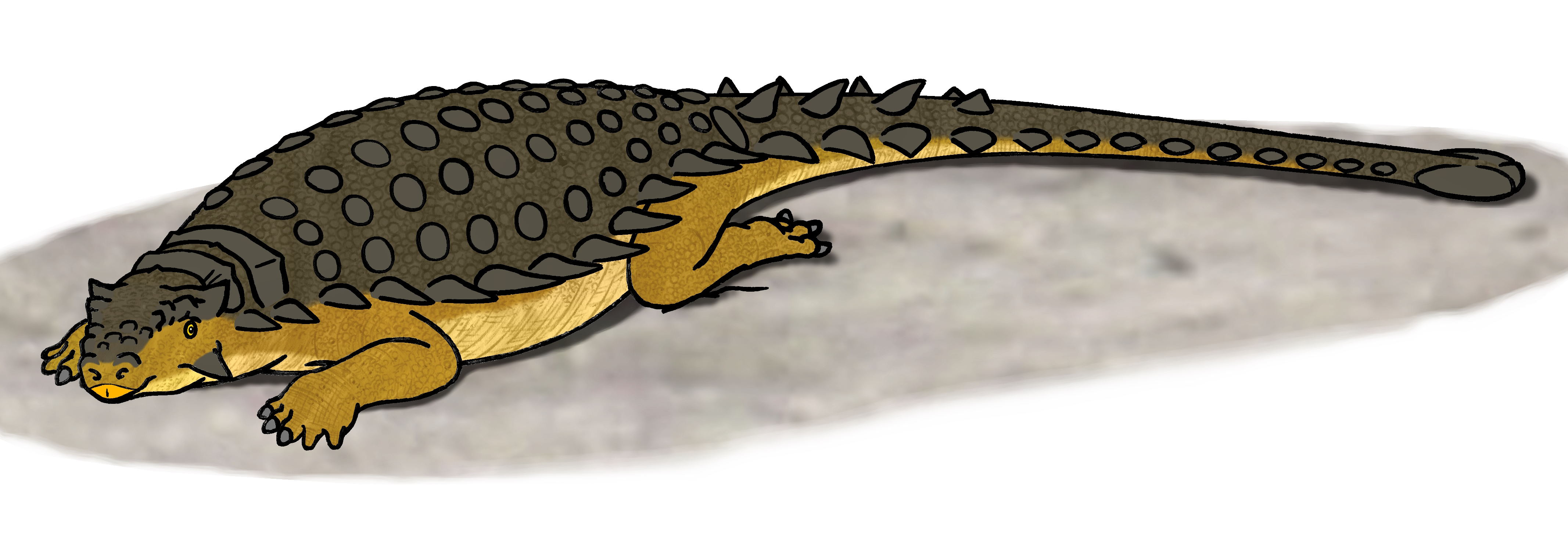
Rekonstrukce vzezření odpočívajícího pinakosaura

 Pinakosauři dosahovali délky kolem 5 metrů a hmotnosti kolem 1900 kg.
Fosilní nálezy dokládají, že tento obrněný dinosaurus pravděpodobně žil společensky, a to v menších stádních skupinách (gregaricky).
Výzkum fosilií dobře zachovaného exempláře pinakosaura ukázal, jak vypadal jeho hrtan a jakým způsobem možná tento dinosaurus vokalizoval (jaké vydával zvuky).

### Česká literatura
- SOCHA, Vladimír (2021). Dinosauři – rekordy a zajímavosti. Nakladatelství Kazda, Brno. ISBN 978-80-7670-033-8 (str. 149-150)